# Jan Rubeš
Jan Ladislav Rubeš (Volyně, 6 giugno 1920 – Toronto, 29 giugno 2009) è stato un cantante lirico e attore ceco naturalizzato canadese.

## Biografia
Rubeš nacque a Volyně, in Cecoslovacchia, da Ružena (nata Kellnerová) e Jan Rubeš. Non molto tempo dopo la seconda guerra mondiale, si diplomò al Conservatorio di Praga e si unì al Teatro dell'Opera di Praga come bassista. Nel 1948, vinse il primo premio al Festival Internazionale di Musica di Ginevra ed emigrò in Canada alla fine dell'anno per perseguire una carriera in una sfera più ampia. Iniziando come cantante con la Canadian Opera Company, ha successivamente diretto ed è diventato direttore del touring, prima di passare alla radio e alla televisione, dove è diventato ben noto come attore e presentatore in Canada. È noto per la sua interpretazione di Carl Nurmi nel film Disney in live action L'incredibile avventura (al suo debutto), del patriarca Amish Eli Lapp nel film di Peter Weir Witness - Il testimone e Jan in Piccoli grandi eroi.
Morì il 29 giugno 2009, a seguito di un ictus al Toronto General Hospital.

## Vita privata
Il 22 settembre 1950, sposò l'attrice Susan Douglas. La coppia ebbe tre figli: Christopher (morto nel 1996), Jonathan e Anthony. Sono rimasti sposati fino alla morte di lui nel 2009.

## Filmografia parziale

### Cinema
- L'incredibile avventura (The Incredible Journey), regia di Fletcher Markle (1963)
- Mr. Patman, regia di John Guillermin (1980)
- Ricordati Venezia (Your Ticket Is No Longer Valid), regia di George Kaczender (1981)
- Witness - Il testimone (Witness), regia di Peter Weir (1985)
- Un magico Natale (One Magic Christmas), regia di Phillip Borsos (1985)
- Omicidio allo specchio (Dead of Winter), regia di Arthur Penn (1987)
- Gli esperti americani (The Experts), regia di Dave Thomas (1989)
- Intrigo mortale (Cold Front), regia di Allan A. Goldstein (1989)
- La montagna del coraggio (Courage Mountain), regia di Christopher Leitch (1990)
- Amityville - Il ritorno (The Amityville Curse), regia di Tom Berry (1990)
- Conflitto di classe (Class Action), regia di Michael Apted (1991)
- Doppio inganno (Deceived), regia di Damian Harris (1991)
- Piccoli grandi eroi (D2: The Mighty Ducks), regia di Sam Weisman (1994)
- Un adorabile testardo (Roommates), regia di Peter Yates (1995)
- Quattro irresistibili brontoloni (Never Too Late), regia di Giles Walker (1996)
- La neve cade sui cedri (Snow Falling on Cedars), regia di Scott Hicks (1999)

### Televisione
- Gloria Vanderbilt, regia di Waris Hussein – film TV (1983)
- Assassinio nello spazio (Murder in Space), regia di Steven Hilliard Stern – film TV (1985)
- La guerra dei mondi (War of the Worlds) – serie TV, un episodio (1989)
- Street Legal – serie TV, un episodio (1990)
- Gli uccelli II (The Birds II: Land's End), regia di Rick Rosenthal – film TV (1994)
- Costretta al silenzio (Serving in Silence: The Margarethe Cammermeyer Story), regia di Jeff Bleckner – film TV (1995)
- X-Files (The X-Files) – serie TV, 2 episodi (1996)
- Due South - Due poliziotti a Chicago (Due South) – serie TV, 6 episodi (1997-1999)
- Oltre i limiti (The Outer Limits) – serie TV, un episodio (1999)
- Stargate SG-1 – serie TV, un episodio (2000)

## Riconoscimenti
- 1989: nomination, Genie Awards, miglior attore, Something About Love
- 1990: vincitore, Earle Grey Award
- 1995: membro dell'Ordine del Canada

## Doppiatori italiani
Nelle versioni in italiano delle opere in cui ha recitato, Jan Rubes è stato doppiato da:
- Cesare Barbetti in L'incredibile avventura
- Vittorio Battarra in Gloria Vanderbilt
- Sergio Fiorentini in Witness - Il testimone
- Mico Cundari in Un magico Natale
- Sandro Sardone in Gli esperti americani
- Franco Zucca in Conflitto di classe
- Vincenzo Ferro in Doppio inganno
- Elio Zamuto in X-Files
- Sergio Graziani in Piccoli grandi eroi
- Marcello Tusco in Quattro irresistibili brontoloni